# دیوید گسکل
دیوید گسکل (انگلیسی: David Gaskell؛ زادهٔ ۵ اکتبر ۱۹۴۰) یک بازیکن فوتبال، و دروازه‌بان اهل انگلستان است.
از باشگاه‌هایی که در آن بازی کرده‌است می‌توان به منچستر یونایتد، رکسهام، و ویگان اتلتیک اشاره کرد.